# Goniorhynchus
Goniorhynchus é um gênero de mariposa pertencente à família Crambidae.